# Parco nazionale delle Ema
Il parco nazionale delle Ema è un'area naturale protetta situata nello Stato brasiliano del Goiás.
Il parco venne istituito il giorno 11 gennaio 1961 e si estende su di un'area di circa 132.000 ettari.
Nel 2001 il parco nazionale delle Ema è stato inserito nell'elenco dei patrimoni dell'umanità dell'UNESCO.